# Owen Willans Richardson
Owen Willans Richardson (Dewsbury, 26 aprile 1879 – Alton, 15 febbraio 1959) è stato un fisico inglese.
Frequentò i corsi universitari a Cambridge e a Londra. Nel 1911 venne eletto membro dell'American Philosophycal Society e nel 1913 fu fatto fellow della Royal Society.
È noto per le sue ricerche sull'effetto termoionico, scoperto da Thomas Alva Edison, che ha preso il nome attuale di effetto Edison-Richardson.
I suoi studi lo portarono a stabilire una legge (Legge di Richardson) che dà l'intensità della corrente anodica di saturazione di un diodo.
Richardson continuò le indagini sul fenomeno termoionico applicando la meccanica statistica e pose in evidenza la connessione dell'emissione elettronica termica con il fenomeno fotoelettrico. In entrambi i casi gli elettroni periferici per essere emessi devono superare un certo potenziale e il lavoro che deve essere compiuto (lavoro di estrazione) nei due casi è uguale.
Richardson giunse così ad un'ulteriore formula che lega l'intensità della corrente termoionica, oltre che alla temperatura assoluta del filo incandescente, anche alla massa e alla carica dell'elettrone.
Per queste sue ricerche fu insignito del Premio Nobel per la Fisica nel 1928.

## Opere
- The electron theory of matter – La teoria elettronica della materia, del 1914.
- The emission of electricity from hot bodies – L'emissione di elettricità da parte di corpi caldi, del 1916.
- Molecular hydrogen and its spectrum – L'idrogeno molecolare e il suo spettro, del 1934.